# 鍾景輝
锺景輝，SBS，BBS（1937年3月23日—），尊稱King Sir，香港舞台劇演員和導演、戲劇教育家、電視製作人、前香港無綫電視合約藝員及電視節目主持。香港戲劇協會會長，康文署演藝小組成員，赫墾坊劇團董事長，香港藝術發展局戲劇藝術顧問、第七届全国政协委员。他師承劇作家姚克。

## 背景

### 早年生活
鍾景輝生於泰國，一家為泰國華僑，原籍廣東台山。其太公是船塢商人，父親鍾溥是出身自廣州嶺南大學經濟與政治學系、任職香港亞歷山大洋行的會計文員，母親張氏為上海人。鍾景輝出生兩個月後隨家人搬到香港灣仔石水渠街的舊樓定居，曾在香港就讀一所天台幼稚園，大約4歲基於香港淪陷而乘坐火車到中國上海、南京、安徽蚌埠三地避難，1942年至1947年居於上海法租界，1947年之前在上海入讀小學一至四年級，就讀位於上海北京西路與南匯路交界、主要取錄富家子弟的中西女子中學（小學部）。他於1947年由上海重返香港生活，因父親與培正校方的關係良好而插班入讀香港培正小學五年級，後畢業於香港培正中學（1954年中五；1955年高中三，即中六年級）。他與商人趙世曾為同屆同學，在校讀中六時曾經成為當年校際陸運會全場總冠軍，另一方面參與校內紅藍劇社的話劇活動（擔任兩屆主席，1953年憑《史嘉本的詭計》獲得香港校際戲劇節最佳男演員獎，1954年12月憑《丟落的禮帽》再度獲得香港校際戲劇節最佳男演員獎），對舞藝甚有研究，但讀書成績一般，在1955年中文中學會考中考獲化學科「良」等成績。
及後於1955年至1957年間有鑑當時香港未有演藝學院，旁人又不支持從藝，鍾景輝決定入讀香港中文大學崇基學院英文系，期間一直嘗試報讀美國戲劇學科，1958年再赴美國奥克拉荷玛浸会大学直接修讀演講及戲劇系學士第3年下學期課程（4年制學位）（香港浸會學院在創院之初已獲奥克拉荷瑪浸會大學承認其地位，學術上有合作關係），副修英文。在前香港培正中學校長林子豐及崇基學院老師撰寫推薦信，加上耶魯大學校方只留意其成績而無安排面試下，鍾景輝獲耶魯大學戲劇學院取錄，以170多名取錄生之中唯一一位亞洲人的身份完成3年制藝術碩士學位便回到香港發展。離開香港之前，鍾景輝活躍於崇基劇社活動，曾自編自導自演翻譯作品《危險的角落》。運動方面，則獲得崇基第1屆校運會男子組賽事總冠軍。

### 演藝發展
1962年自覺當地的演員發展前景不大，鍾景輝於是從美國畢業回港後，在香港浸會書院任教戲劇科目3年（鍾景輝正攻讀耶魯大學的第2年期間已被時任浸會學院首任副校長晏務理羅致為戲劇導師），又在1965年認為無綫電視具有發展前景而善用世界大學獎學金到紐約大學再度進修影視、廣播以及舞台製作課程（共10個月）。同年無綫電視高層黃錫照透過與鍾一同籌備話劇的劇作家姚克幫忙，撰寫錄用邀請書函予鍾，結果鍾景輝於1966年先在浸會書院繼續任教1年，後於1967年6月正式加入電視廣播有限公司。他入職無綫電視的崗位是高級編導，未幾於1967年10月晉升為節目部經理。1971年有鑑電視台需要大量演員解決演員不足的問題，隨即向無綫高層提議開辦為期一年的藝員訓練班課程，同時兼任首4期訓練班導師。隨著蔡和平於1973年11月調任時任總經理余經緯的特別助理（製作事宜），鍾景輝一度兼任節目部與製作部經理二職。
為挖角人才，麗的電視於1975年8月與鍾景輝達成跳槽共識，留侍他與無綫電視完約後隨即加盟。其時無綫電視把他由製作部經理調任為總經理助理。至1976年2月，鍾景輝出任麗的電視中文節目總監，1976年12月兼任助理總經理（節目），1977年8月接掌副總經理。他在1982年2月本來想離職發展興趣，自組「皇牌製作」公司，終獲挽留接手李兆熊原先負責的節目製作事務，到了1983年3月1日離任。離職前為亞洲電視藝員訓練班戲劇課當導師及牽頭籌辦了「亞洲業餘歌手大賽」。另外還在1979年至1981年間出任香港話劇團藝術總顧問。此後歷任1983年與1984年2個年度的香港小姐競選司儀、邵氏兄弟製片公司合辦的電影電視演員訓練中心（現無綫電視藝員訓練班）導師，1983年6月應邀受聘為香港演藝學院戲劇學院系主任，繼而任創院院長。翌年，即1984年11月，擔任剛成立的香港戲劇協會首任會長。
1994年，鍾景輝獲香港戲劇協會頒發十年傑出成就獎，1999年和2000年獲頒發香港藝術家年獎舞台導演獎及「戲劇∕戲曲獎助計劃」戲劇成就獎，2001年獲頒發香港演藝學院榮譽院士。接著於2002年7月，他獲香港特區政府頒發銅紫荊星章，2005年獲明報週刊頒發最突出電視男藝員獎、2006年獲香港電視廣播有限公司頒發萬千光輝演藝大獎，2007年2月獲頒發世界傑出華人獎及美國加州的哈姆斯頓大學榮譽哲學博士學位。在2009年，他獲香港藝術發展局頒發「2009香港藝術發展獎」之「傑出藝術貢獻獎」，2012年榮獲「2011香港藝術發展獎」之「終身成就獎」。2013年，再獲香港特區政府頒發銀紫荊星章。2018年，獲香港舞台劇獎－終身成就獎。同年，獲頒香港樹仁大學榮譽文學博士學位。

### 2010年往後動向
2012年，鍾景輝授權出版傳記《寬實清和．鍾景輝》（ISBN 9789881588616）。該書由康梓泠執筆，「記載了鍾景輝從1937年至今對戲劇藝術不解之緣的由來。」2016年，他患上大腸癌，接受手術後無大礙，其後因為休息而暫停所有工作，並在家休養；2017年10月擔任舞台劇《小城風光》的藝術顧問，兼任香港理工大學劇團榮譽顧問。接受訪問時表示想復出「雖然現在不能捱夜，最近拍台慶劇都是客串一集，暫時不接新劇。我還有很大戲癮，如客串演一場舞台劇，怕會不夠喉。」2018年11月，他與無綫電視約滿後退休。

## 作品概述
在舞台劇方面，鍾景輝演出無數，是香港戲劇協會的創辦人兼會長（至今）。他首倡以廣東話演出荒誕劇及百老匯音樂劇。曾七度獲得香港舞台劇獎的最佳男主角獎及四度獲得最佳導演獎。著名的導演作品包括《夢斷城西》、《蝦碌戲班》、《劍雪浮生》、《天之驕子》等。近年主演作品包括《瘋癲皇帝》、《推銷員之死》、《莫扎特之死》、《金池塘》、《風雨守衣箱》、《瘋狂夜宴搞偷情》、《承受清風》、《謀殺遊戲》等。2006年參與香港藝術節之演出，和鄧萃雯合演《不期而遇的男人》、《相約星期二》、《小城風光》等。
電視製作方面，由他擔任旁白的亞洲電視紀錄片節目《尋找他鄉的故事》系列廣為世界各地華人所知。其獨特的聲綫亦令不少藝員爭相模仿（如王祖藍等等）。2001年8月退休後，他加入無綫電視，參與多套電視劇演出：《LovingYou我愛你2》、《甜孫爺爺》、《高朋滿座》、《火舞黃沙》、《滙通天下》、《樓住有情人》、《建築有情天》、《有營煮婦》、《巴不得媽媽》、《法外風雲》等，另一方面擔任節目主持。亦不時在電影中演出，作品包括《最愛》、《虎度門》、《源來是愛》等，其中《賭神3之少年賭神》的反派演技令人印象深刻，與《法外風雲》中的反派演技相提並論。

## 個人生活
鍾景輝至今未婚，膝下沒有子嗣。

## 演出作品
*以下列表只記錄鍾景輝演出過的戲劇作品，若有遺漏，請協助補充相關資料。

### 舞台劇
- 《李察三世》
- 《小城風光》
- 《相約星期二》
- 1993年：《瘋癲皇帝》（最佳男主角（悲劇／正劇）獎，1994）
- 1994年：《莫扎特之死》（最佳男主角（悲劇／正劇）獎，1995）
- 1995年：《推銷員之死》（最佳男主角（悲劇／正劇）獎,，1996）
- 1995年：《長河之末》（最佳導演（悲劇／正劇）獎，1996）
- 1997年：《明月明年何處看》（最佳導演（悲劇／正劇）獎，1997）
- 《金池塘》
- 1999年：《風雨守衣箱》（最佳男主角（悲劇／正劇）獎，1999）
- 《瘋狂夜宴搞偷情》
- 《承受清風》
- 《謀殺遊戲》
- 《不期而遇的男人》
- 《窈窕淑女》
- 《傾城之戀》
- 《聊齋新誌》
- 《李察三世》
- 《球会风云》
- 《阳光小子》

### 電視劇

#### 電視劇（麗的電視）
- 1976年：《三國春秋》 飾 王允
- 1979年：《天龍訣》 飾 寧王

#### 電視劇（無綫電視）
| 首播   | 劇名              | 角色                   | 劇集監製       | 角色性質   |
| 2003年 | LovingYou我愛你2  | 賀豐年                 | 羅永賢         | 第一男主角 |
| 2004年 | 天涯俠醫          | 龍 城                  | 林志華         | 特別演出   |
| 2005年 | 甜孫爺爺          | 文泰來                 | 王心慰         | 第一男主角 |
| 2006年 | 高朋滿座          | 高 慶（事頭）          | 羅永賢         | 第二男主角 |
| 2006年 | 火舞黃沙          | 閻國業                 | 戚其義         | 男配角     |
| 2006年 | 滙通天下          | 齊學仁                 | 梁材遠         | 男配角     |
| 2006年 | 樓住有情人        | 鍾 邦                  | 羅永賢         | 第二男主角 |
| 2007年 | 鐵嘴銀牙          | 玉皇大帝               | 唐基明         | 男配角     |
| 2007年 | 建築有情天        | 江承宇（S.Y./Preston） | 羅永賢         | 第二男主角 |
| 2009年 | 有營煮婦          | 吳敏德                 | 王心慰         | 第一男主角 |
| 2010年 | 鐵馬尋橋          | 歐陽彪                 | 李添勝         | 男配角     |
| 2011年 | 仁心解碼          | 梁偉強                 | 羅永賢         | 單元男配角 |
| 2011年 | Only You 只有您   | 邵俊輝                 | 王心慰         | 特別演出   |
| 2011年 | 真相              | 侯伯勤（Clayton）      | 王心慰         | 男配角     |
| 2011年 | 廉政行動2011      | 曾飛帆（Alfred）       | 陳曼儀、羅香蘭 | 男配角     |
| 2012年 | 巴不得媽媽...     | 馮恨晚（晚叔）         | 潘嘉德         | 第四男主角 |
| 2012年 | 大太監            | 劉多生                 | 羅永賢         | 男配角     |
| 2013年 | 法外風雲          | 沈奕和（Paul）         | 徐正康         | 男配角     |
| 2014年 | 單戀雙城          | 陳 總                  | 方駿釗         | 客串       |
| 2014年 | 載得有情人        | 饒兆邦（大饒生）       | 方駿釗         | 第三男主角 |
| 2014年 | 使徒行者          | 錢瑞安（錢局長）       | 文偉鴻         | 特別演出   |
| 2014年 | 我們的天空        | 九 叔                  | 黃華麒         | 男配角     |
| 2014年 | 老表，你好hea！   | 林志詠（老林）         | 黃偉聲         | 第四男主角 |
| 2015年 | 華麗轉身          | 文 傳（爵士）          | 莊偉健         | 特別演出   |
| 2015年 | 實習天使          | 張大偉                 | 葉鎮輝         | 男配角     |
| 2016年 | 愛·回家之八時入席 | 古力行                 | 羅鎮岳、邵麗瓊 | 第三男主角 |
| 2016年 | 律政強人          | 程日匡（Henry）        | 羅永賢         | 男配角     |
| 2017年 | 性在有情          | 林時遠                 | 文偉鴻         | 男配角     |
| 2018年 | 誇世代            | 胡律師(第41-42集)      | 陳維冠         | 特別演出   |
| 2019年 | 牛下女高音        | 白千巖                 | 黃偉聲         | 第一男主角 |

### 電影
- 1984年：《傾城之戀》 飾 徐先生
- 1986年：《最愛》飾 甘醫生
- 1996年：《大三元》 飾 恐龍
- 1996年：《虎度門》 飾 陳耀祖
- 1996年：《賭神3之少年賭神》 飾 靳能
- 1996年：《黑俠》 飾 署長
- 1997年：《算死草》 飾 何西
- 2003年：《源來是愛》 飾 陳漢明父親
- 2016年：《驚心破》
- 2018年：《非同凡響》 飾 思穎公公

### 主持節目
- 《細說黃梅調》
- 1983年：《絲綢之路》（原日本放送協會電視節目）（無綫電視）[59]
- 1983年：《香港小姐競選1983》（無綫電視）
- 1983年至1984年：《電光幻影》（兩輯、香港電台）[60]
- 1984年：《香港小姐競選1984》（無綫電視）
- 1990年：《唱談普通話》 第一輯 （香港電台）[61]
- 2003年：《中華狀元紅》（無綫電視）
- 2004年：《劍說浮生－任劍輝》（無綫電視）
- 2004年：《清宮秘檔》（無綫電視）
- 2005年：《醫道直說》（無綫電視）
- 2006年：《滙通天下之精心鑄造》（無綫電視）
- 2008年 - 2009年：《再說長江》（無綫電視）
- 2012年：《舌尖上的中國》（無綫電視）
- 2012年：《瘋狂歷史補習社》（無綫電視）

### 旁白
- 1983年：《絲綢之路》（無綫電視）
- 1998年 - 2004年：《尋找他鄉的故事》（亞洲電視）
- 2007年：《我係汪明荃》（無綫電視）
- 2008年：《再說長江》（只限無綫電視版本）
- 2012年：《文化長河－山川行》（香港電台）
- 2016年：《禁毒處宣傳片－企硬2016》

### 配音
- 2006年：《反斗車王》：藍天博士
- 2015年：《迷你兵團》：旁白
- 2016年：《海底奇兵2》：阿亨
- 2017年：《反斗車王3》：藍天博士

## 導演作品

### 無綫電視
*以下列表只記錄鍾景輝導演的影視作品，若有遺漏，請協助補充相關資料。
- 1967年：《太平山下》
- 1968年：《夢斷情天》
- 1969年：《錄音機情殺案》
- 1970年：《君子好逑》
- 1972年：《文天祥》、《武則天》、《良友三部曲》、《紫薇園的秋天》、《夢影》、《紫薇園的春天》
- 1973年：《智多星》、《劊子手》、《正在想》
- 1974年：《香港風情畫》
- 1975年：《清宮殘夢》
- 1976年：《董小宛》、《紅樓夢》

#### 其他
- 1976年：《被出賣的新娘》[62]
- 1978年：《專誠拜訪》[63]
- 1979年：《馬》[64]
- 1980年：《夢斷城西》[65]
- 1980年：《羅生門》[66]
- 1985年：《一八四一》[67]
- 1988年：《遍地芳菲》[68]
- 1991年：《禁葬令》[69]
- 1991年：《蝴蝶君》[70]
- 《蝦碌戲班》
- 《劍雪浮生》

### 廣播劇及朗讀
- 2000年：《鹿鼎記》飾 鰲拜（香港電台）
- 2013年：《有聲好書：心無罣礙》 朗讀（香港電台）
- 2013年：《有聲好書：文化之旅》 朗讀（香港電台）

## 荣誉
鍾景輝之履歷已列入《中國大百科全書》、《中外名人辭典》、《中國專家名人辭典》、《世界名人錄》（新世紀卷）、《香港名人錄》、《香港特區名人錄》、《中國人才世紀獻辭》。

## 外部連結
- 鍾景輝在互联网电影资料库（IMDb）上的資料（英文）（英文）
- 在AllMovie上鍾景輝的頁面（英文）
- 鍾景輝在香港影庫上的簡介
- 鍾景輝在豆瓣上的资料（简体中文）
- 鍾景輝在时光网上的簡介（简体中文）